# Brantental

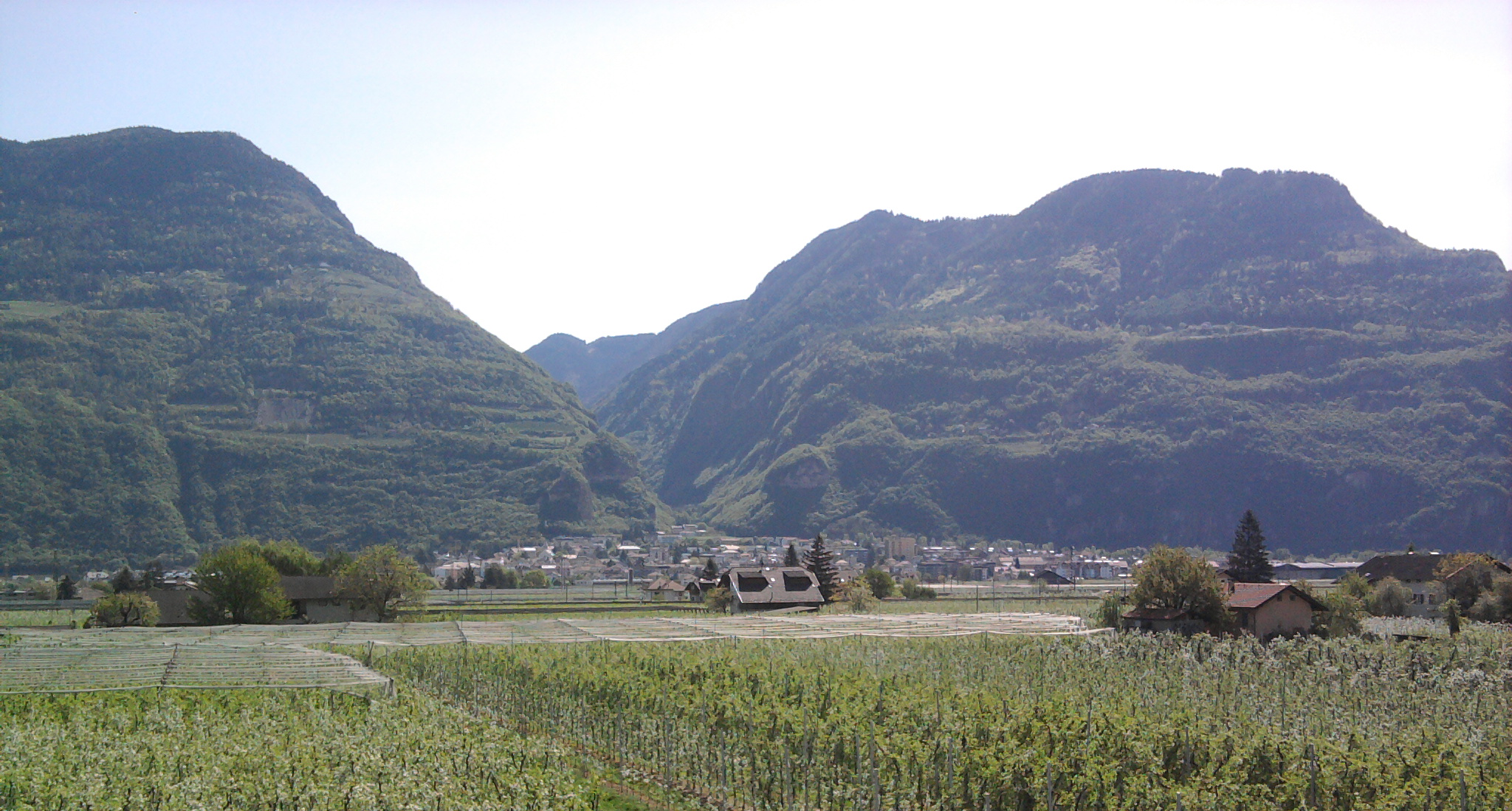
Blick von Westen auf Leifers mit dem sich tief in den Regglberg einschneidenden Brantental dahinter

Das Brantental (auch Brandental) ist ein schmales V-Tal, das bei Leifers im Südtiroler Unterland vom Etschtal abzweigt und sich Richtung Osten tief in den Regglberg gräbt, wo es schließlich bei Deutschnofen endet. Erschlossen ist  es durch eine schmale, zum Teil auch nicht asphaltierte Straße. Durch das Brantental fließt der Brantenbach. Das Tal ist nur sehr dünn besiedelt und dafür bekannt, dass an einigen Orten für fünf bis sechs Monate im Jahr keine Sonne scheint (zwischen Oktober und März). Am Ausgang des Brantentals, nahe dem Porphyrsteinbruch, liegt die Leiferer Wasserstube.

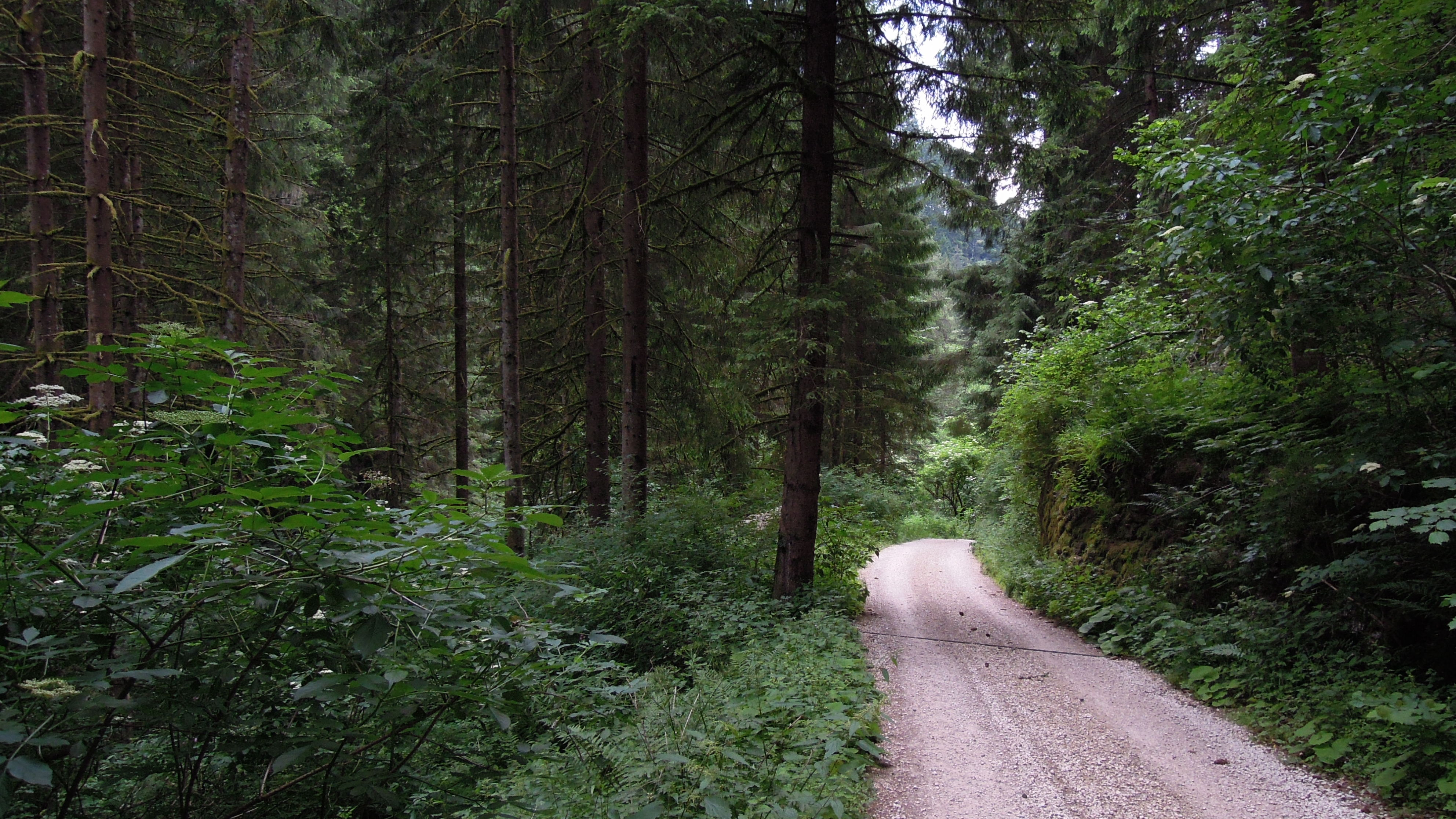
Üppige Vegetation im Brantental